# Dr. Israel
Dr. Israel (* 9. September 1967 in New Haven, Connecticut, als Douglas Bennett) ist ein US-amerikanischer Sänger, Musikproduzent und Toningenieur. Dr. Israel betreibt in Williamsburg, Brooklyn, New York, sein eigenes Aufnahmestudio Revolutionsound.

## Werdegang

### Jugend
Douglas Bennett wuchs in Philadelphia auf. Einer seiner Cousins war DJ und machte ihn sowohl mit eingängiger Disco- und Funkmusik bekannt als auch mit psychedelischem Rock von Jimi Hendrix und mit Reggae von Bob Marley. Durch Reggae kam Bennett auf die Bad Brains, die Reggae und Punk miteinander kombinierten und die er als großen Einfluss bezeichnet. A big influence was Bad Brains (...) I’ve just always been a big fan of heavy sounds. Über die Bad Brains kam er zum Hardcore-Punk. Mit Freunden besuchte er Konzerte von Black Flag oder den Suicidal Tendencies. Über Hip-Hop kam er zum Sampling und versuchte anschließend, Hip-Hop mit Reggae zu fusionieren. Um 1993/1994 lernte er Drum and Bass kennen. Aus all diesen Einflüssen setzt sich die Musik von Dr. Israel zusammen.

### Karrierebeginn und Künstlername
Seine musikalische Laufbahn begann Dr. Israel als Gitarrist einer Punkband, die ähnlich wie die Bad Brains und The Clash Punk mit Reggae verband.
Im Jahr 1993 machte Douglas Bennett aus religiösen Gründen eine Art Pilgerreise nach Jamaika, wo er in einer Niyabinghi-Gemeinschaft lebte und während eines Rituals von einem Freund den neuen Taufnamen Israel erhielt. Bennett wurde ein bekennender Anhänger der Religion der Rastafari und trat fortan als Dr. Israel in Erscheinung. Im Norden von Williamsburg in Brooklyn, New York, richtete sich Dr. Israel das Aufnahmestudio Bass Mind Studios ein.

### WordSound
Mitte der Neunziger lernte Dr. Israel durch die Studioarbeit den Produzenten und Labelchef von WordSound Recordings Skiz Fernando, Jr. kennen. Es entstand eine produktive Zusammenarbeit, die sich in vielen Kompositionen und Remixen niederschlug und 1996 zu Israels Debütalbum 7 Tales of Israel auf dem Label führte. Mit dem iranischstämmigen Musiker Professor Shehab nahm Dr. Israel unter dem Projektnamen Qaballah Steppers das Album Fusion in Dub auf, bei dem auch Umar bin Hassan von The Last Poets als Gastvokalist in Erscheinung trat (Trust in Dub). Mit Bill Laswell und weiteren Musikern aus dem Umfeld von WordSound entstanden die zwei Dubadelic-Alben von 1998 und 2000.

### Solokarriere
Obwohl Douglas Bennett bis zum Jahr 2000 verschiedene Tracks für WordSound aufnahm, veröffentlichte er seine Soloalben bereits ab 1997 bei anderen, ständig wechselnden Independent-Labels. Es folgten in kurzen zeitlichen Abständen die zwei Alben Next Step und Product Three, letzteres unter dem Projektnamen Trumystik Sound System.
Ein größeres Publikum erreichte Dr. Israel 1998 mit dem Album Inna City Pressure und der daraus ausgekoppelten Single The Doctor vs. The Wizard, einer Jungle-Interpretation des Black Sabbath-Klassikers The Wizard. Bei Coppers (Brooklyn Version) gab es eine Zusammenarbeit mit der Band Rancid aus San Francisco, auf deren Album Life Won’t Wait die Originalversion erschienen war. Darüber hinaus war auf dem Album eine D&B-Interpretation von Coxsone Dodds Armagideon Time enthalten. Einen Dämpfer bekam die Promotion des Albums und der Europa-Tournee durch den Bankrott des Labels.

### Revolutionsound
Seit der Jahrtausendwende ist Dr. Israel in einem Studiokomplex in der Wythe Avenue beheimatet, der neben dem New York Kickboxing Studio auch das Aufnahmestudio Revolutionsound beherbergt, in dem schon TV on the Radio und die Yeah Yeah Yeahs aufgenommen haben.
Mit Revolutionsound ist Dr. Israel als Musikproduzent für andere tätig oder verwirklicht eigene Projekte wie Patterns of War mit Dreadtone International und Friction mit seiner damaligen Band Seven. Momentan arbeitet er an einem Anti-Gefängnis-Projekt mit dem Titel Die Jim Crow. Der Name ist inspiriert von Michelle Alexanders Buch The New Jim Crow und setzt sich mit der Ungerechtigkeit des Rechtssystems auseinander. Ehemalige und aktuell inhaftierte schwarze Musiker der Warren Correctional Institution in Lebanon (Ohio) sowie aus Philadelphia und New York verarbeiten ihre rassistischen Hafterfahrungen in eigenen Liedern. Diese sollen 2018 auf einem crowdfinanzierten Album veröffentlicht werden. Einen ersten Eindruck vermittelt die bereits erschienene Die Jim Crow EP, die Spenden und Aufmerksamkeit für die Die Jim Crow LP generieren soll.

## Musik
So multikulturell wie der melting pot New York City ist auch die Musik von Dr. Israel. Seine Akzente liegen auf den Musikrichtungen Reggae, Dub und Punk, doch es gibt auch starke Einflüsse von Jungle, Drum and Bass, Hip-Hop sowie orientalische und afrikanische Elemente, was an der Art der Perkussion und der verwendeten Instrumentierung hörbar ist. Diese Vielfalt wird besonders an dem Titel Jacob's Ladder deutlich, den es in zwei Jungle-Versionen (LP Product Three und Certified Dope Vol. 2) gibt sowie als punkigen Reggae (LP Friction). Der Track Life In the Ghetto, der die Perspektivlosigkeit eines jungen Pärchens in einem Ghetto beschreibt, existiert wiederum sowohl als Rap (LP Inna City Pressure) als auch in einer Drum-’n’-Bass-Version (LP Product Three).
Durch die Zusammenarbeit mit WordSound gehört Dr. Israel zu den Mitbegründern der mystisch-düsteren Musikrichtung Illbient.
Nach dem Ende der Zusammenarbeit mit dem Wordsound-Label blieb Dr. Israel weiter umtriebig und musikalisch flexibel. Er arbeitete bisher mit vielen unterschiedlichen Künstlern zusammen, beispielsweise mit der Grindcore-Gruppe Disassociate, dem Dub-Pionier Mad Professor, der Kalifornia-Punk-Band Rancid, der Metalband Sepultura, den Easy Star All-Stars, dem Rapper Killah Priest aus dem Umfeld des Wu-Tang Clan und dem Elektroduo Techno Animal. Mehrere seiner Songs sind auf diversen Compilationen vertreten.

## Zitate
- „Wir arbeiten ähnlich wie Bruce Lee. Er kam vom traditionellen Kung Fu und kombinierte für seine eigene Kampfdisziplin Tae-kwon-do, verschiedene Kampfsportarten zu einem effektiven Kampfsystem. That's the basic idea of combining styles.“ (Dr. Israel)

## Gastauftritte Film
- 2006: Ascend Into Zion (Kurzfilm)
- 2005: Prime
- 2004: Awake Zion

## Diskografie

### Alben
- 1996 Dr. Israel: 7 Tales of Israel (Wordsound)
- 1997 Dr. Israel & Brooklyn Jungle Soundsystem: Next Step (Baraka Foundation)
- 1997 Dr. Israel & Trumystic Sound System: Product Three (Paradigm / Mutant Soundsystem)
- 1998 Dr. Israel: Inna City Pressure (Paradigm / Mutant Soundsystem)[9]
- 2001 Dr. Israel & Brooklyn Jungle Soundsystem: Black Rose Liberation (Baraka Foundation)
- 2002 Dr. Israel and Seven: Friction (Revolutionsound)
- 2002 Dr. Israel vs. Dr. X: Another Day in Babylon (Baboon)
- 2005 Dr. Israel presents Dreadtone International: Patterns of War (ROIR)
- 2011 Dr. Israel feat. Patch & Katrina Blackstone: Live at Dub Mission SF (Revolutionsound)[10]
- 2012 Dr. Israel: The Liberation Chronicles: Ghetto Defendant EP (Revolutionsound)[11]
- 2012 Dr. Israel: Ghetto Defendant: Remixes (Revolutionsound)

### Singles
- 1997 Dr. Israel & Trumystic Sound System: Junglist (12", Paradigm / Mutant Soundsystem)
- 1997 Dr. Israel: The Doctor / Above & Beyond  (12", Paradigm / Mutant Soundsystem)
- 1998 Dr. Israel: Final Resistance / Southside (12", Baraka Foundation)
- 2000 Soothsayer vs. Dr. Israel: Down That Road, Pressure und Livin’ in Brooklyn (Amethyst)
- 2001 Systemwide feat. Dr. Israel: Crisis Time (7"/12", BSI Records)
- 2010 Dr. Israel: The Good, The Bad, And The Junglist / NIB SLAM (12", Zion’s Gate Records)
- 2014 Brooklyn Jungle Soundsystem (Dr. Israel, Dub Gabriel, Lady K.): Kulture (7", Destroy All Concepts)[12]

### Collaborationen
- 1995 Qaballah Steppers – Fusion in Dub: Dr. Israel & Professor Shehab: Fusion in Dub
- 1998 Dubadelic – Bass Invaders: Dr. Israel & Bill Laswell: Sirius Bass (Wordsound)
- 1998 Disassociate – Symbols, Signals & Noise: Blood in My Eye Pt. 2 (Crooklyn Remix) (Devastating Soundworks)[13]
- 1999 Qaballah Steppers – Passage At Noon; No Room For Mine, Brooklyn Rumba (Baraka)
- 2000 Dubadelic – A Bass Odyssey: Dr. Israel & Bill Laswell: Spirit of '76 (Wordsound)
- 2001 Qaballah Steppers – Imaginatrix: Silence (Baraka)
- 2010 The Blood of Heroes – The Blood of Heroes (Ohm Resistance)
- 2012 The Blood of Heroes – The Waking Nightmare (Ohm Resistance)

### Gastvocal
- 2001 Sepultura – Nation: Tribe to a Nation (Roadrunner Records)
- 2002 Ming and FS – Subway Series: Steady Shot (OM Records)
- 2003 Easy Star All-Stars – Dub Side Of The Moon: Brain Damage (Easystar)
- 2008 Other Weapons – Basis to Break This: Dr. Israel, Juakali & Lady K.: Back Flow (Destroy All Concepts)
- 2009 Heavyweight Dub Champion – Rise of the Champion Nation: Dawn (Champion Nation Recordings)
- 2010 Process Rebel feat. Dr. Israel – Call Me Bloodfire EP (Blipswitch Digital)
- 2012 Alpha & Omega feat. Dr. Israel – Revolution In The City (7", ZamZam Sounds)

### Sampler
- 1995: Mind The Gap, Vol. 7: Dr. Israel & Techno Animal: Spectre Morphology, The Resurrection of Dr. Israel (Gonzo Circus)
- 1996: Crooklyn Dub Consortium – Certified Dope, Vol. 1: Saidisyabruklinmon (Wordsound)
- 1996: Crooklyn Dub Consortium – Certified Dope, Vol. 2: Jacob’s Ladder (version) (Wordsound)
- 1996: Electric Ladyland II: Dr. Israel & Techno Animal: Cyborg Dread Invokes The Phantom Priest (Mille Plateaux)
- 1996: Land Of Baboon: An Illclectic Collection Of Brooklyn Sounds: Residence Dub (Silent)
- 1997: DJ-Kicks / Rockers Hi-Fi – The Black Album: Dr. Israel vs. Loop: Saidisyabruklinmon Nobwoycyantess (Studio !K7)
- 1997: Shake The Nations: Saidisyabruklinmon Nobwoycyantess (Dr. Israel Remix), Trust (Dr. Israel and Professor Shehab Remix), Freedom Street (Dr. Israel Remix) und Psalm 87 (Captain Kowatchi Remix) (Wordsound)
- 1997: Valis II – Everything Must Go: Spectre Meets Dr. Israel: World of Destruction (Ion)
- 1997: The Spirit of Vampyros Lesbos: Vampya Killa (Sideburn Recordings)
- 1998: Brooklyn Beat Rockers: Makin Money (Mutant Soundsystem)
- 2003: Babylon Is Ours – The USA in Dub: Systemwide feat. Dr. Israel & DJ Collage: Where You Gonna Run (Select Cuts)
- 2003: The Observation of Ruins Southside – Majesty: The Crowned King (Baraka)
- 2011: Awake Zion Soundtrack: Dr. Israel: Together (Awake Zion)

### Produzent
- 2016: Artists in Prison: Die Jim Crow EP (Revolutionsound)[14]
- 2018: Artists in Prison: Die Jim Crow LP (Revolutionsound)